# Damernas singel i rodel vid olympiska vinterspelen 2022
Damernas singel i rodel vid olympiska vinterspelen 2022 hölls på anläggningen Yanqing National Sliding Centre i närheten av Peking i Kina mellan den 7 och 8 februari 2022.

## Resultat
Fyra åk genomfördes under två dagar.
| Placering | Nr | Namn                   | Land             | Åk 1            | Placering       | Åk 2            | Placering       | Åk 3            | Placering       | Åk 4             | Placering        | Totalt          | Tid bakom       |
| --------- | -- | ---------------------- | ---------------- | --------------- | --------------- | --------------- | --------------- | --------------- | --------------- | ---------------- | ---------------- | --------------- | --------------- |
| 1         | 1  | Natalie Geisenberger   | Tyskland         | 58,402          | 2               | 58,423          | 1               | 58,226          | 1               | 58,403           | 2                | 3.53,454        | 0,000           |
| 2         | 3  | Anna Berreiter         | Tyskland         | 58,525          | 4               | 58,508          | 3               | 58,348          | 2               | 58,566           | 4                | 3.53,947        | +0,493          |
| 3         | 6  | Tatjana Ivanova        | ROC              | 58,733          | 5               | 58,683          | 4               | 58,461          | 3               | 58,630           | 5                | 3.54,507        | +1,053          |
| 4         | 2  | Madeleine Egle         | Österrike        | 59,342          | 17              | 58,493          | 2               | 58,542          | 5               | 58,432           | 3                | 3.54,809        | +1,355          |
| 5         | 12 | Hannah Prock           | Österrike        | 58,762          | 6               | 58,732          | 5               | 58,532          | 4               | 58,798           | 9                | 3.54,824        | +1,370          |
| 6         | 10 | Lisa Schulte           | Österrike        | 58,523          | 3               | 59,074          | 12              | 58,646          | 6               | 58,642           | 6                | 3.54,885        | +1,431          |
| 7         | 5  | Julia Taubitz          | Tyskland         | 58,345          | 1               | 1.00,075        | 26              | 58,655          | 7               | 58,358           | 1                | 3.55,433        | +1,979          |
| 8         | 9  | Elīza Tīruma           | Lettland         | 58,956          | 8               | 58,849          | 6               | 58,865          | 11              | 58,771           | 8                | 3.55,441        | +1,987          |
| 9         | 18 | Natalie Maag           | Schweiz          | 59,018          | 11              | 59,117          | 13              | 58,913          | 14              | 58,892           | 10               | 3.55,940        | +2,486          |
| 10        | 8  | Andrea Vötter          | Italien          | 59,145          | 14              | 59,045          | 10              | 58,852          | 10              | 58,935           | 11               | 3.55,977        | +2,523          |
| 11        | 28 | Kendija Aparjode       | Lettland         | 59,107          | 13              | 59,020          | 7               | 58,928          | 15              | 59,084           | 12               | 3.56,139        | +2,685          |
| 12        | 24 | Ashley Farquharson     | USA              | 59,972          | 26              | 59,024          | 8               | 58,768          | 8               | 58,643           | 7                | 3.56,407        | +2,953          |
| 13        | 19 | Verena Hofer           | Italien          | 58,960          | 9               | 59,037          | 9               | 58,961          | 16              | 59,584           | 16               | 3.56,542        | +3,088          |
| 14        | 15 | Trinity Ellis          | Kanada           | 59,219          | 16              | 59,053          | 11              | 58,888          | 13              | 59,704           | 17               | 3.56,864        | +3,410          |
| 15        | 13 | Nina Zöggeler          | Italien          | 59,464          | 18              | 59,160          | 16              | 59,085          | 19              | 59,275           | 14               | 3.56,984        | +3,530          |
| 16        | 29 | Natalie Corless        | Kanada           | 59,193          | 15              | 59,316          | 17              | 59,176          | 21              | 59,570           | 15               | 3.57,255        | +3,801          |
| 17        | 17 | Makena Hodgson         | Kanada           | 59,505          | 19              | 59,477          | 18              | 59,286          | 22              | 59,268           | 13               | 3.57,536        | +4,082          |
| 18        | 4  | Elīna Ieva Vītola      | Lettland         | 59,025          | 12              | 59,140          | 14              | 59,029          | 17              | 1.00,957         | 18               | 3.58,151        | +4,697          |
| 19        | 26 | Aileen Frisch          | Sydkorea         | 59,776          | 23              | 59,642          | 20              | 59,055          | 18              | 1.01,811         | 19               | 4.00,284        | +6,830          |
| 20        | 30 | Tove Kohala            | Sverige          | 59,533          | 20              | 59,776          | 21              | 59,333          | 23              | 1.02,431         | 20               | 4.01,073        | +7,619          |
| 21        | 25 | Julianna Tunytska      | Ukraina          | 59,690          | 22              | 59,844          | 23              | 59,571          | 24              | Gick inte vidare | Gick inte vidare | 2.59,105        | —               |
| 22        | 20 | Olena Stetskiv         | Ukraina          | 59,663          | 21              | 59,586          | 19              | 59,963          | 27              | Gick inte vidare | Gick inte vidare | 2.59,212        | —               |
| 23        | 23 | Summer Britcher        | USA              | 1.00,986        | 29              | 59,156          | 15              | 59,152          | 20              | Gick inte vidare | Gick inte vidare | 2.59,294        | —               |
| 24        | 34 | Verónica María Ravenna | Argentina        | 59,811          | 24              | 59,780          | 22              | 59,719          | 25              | Gick inte vidare | Gick inte vidare | 2.59,310        | —               |
| 25        | 21 | Katarína Šimoňáková    | Slovakien        | 1.00,124        | 27              | 59,851          | 24              | 59,761          | 26              | Gick inte vidare | Gick inte vidare | 2.59,736        | —               |
| 26        | 14 | Emily Sweeney          | USA              | 58,971          | 10              | 1.02,439        | 32              | 58,882          | 12              | Gick inte vidare | Gick inte vidare | 3.00,292        | —               |
| 27        | 22 | Klaudia Domaradzka     | Polen            | 59,871          | 25              | 59,892          | 25              | 1.01,313        | 31              | Gick inte vidare | Gick inte vidare | 3.01,076        | —               |
| 28        | 11 | Viktorija Demtjenko    | ROC              | 58,869          | 7               | 1.03,466        | 33              | 58,838          | 9               | Gick inte vidare | Gick inte vidare | 3.01,173        | —               |
| 29        | 32 | Wang Peixuan           | Kina             | 1.00,986        | 29              | 1.00,391        | 28              | 1.00,025        | 28              | Gick inte vidare | Gick inte vidare | 3.01,402        | —               |
| 30        | 31 | Anna Čežíková          | Tjeckien         | 1.00,392        | 28              | 1.01,169        | 30              | 1.00,101        | 29              | Gick inte vidare | Gick inte vidare | 3.01,662        | —               |
| 31        | 33 | Lin Sin-rong           | Kinesiska Taipei | 1.01,550        | 32              | 1.01,057        | 29              | 1.01,004        | 30              | Gick inte vidare | Gick inte vidare | 3.03,611        | —               |
| 32        | 35 | Doina Descalui         | Moldavien        | 1.01,928        | 34              | 1.02,192        | 31              | 1.02,174        | 32              | Gick inte vidare | Gick inte vidare | 3.06,294        | —               |
| 33        | 27 | Elsa Desmond           | Irland           | 1.01,608        | 33              | 1.03,857        | 34              | 1.02,254        | 33              | Gick inte vidare | Gick inte vidare | 3.07,719        | —               |
| 34        | 16 | Raluca Strămăturaru    | Rumänien         | 1.01,357        | 31              | 1.00,305        | 27              | Fullföljde inte | Fullföljde inte | Fullföljde inte  | Fullföljde inte  | Fullföljde inte | Fullföljde inte |
| 34        | 7  | Jekaterina Katnikova   | ROC              | Fullföljde inte | Fullföljde inte | Fullföljde inte | Fullföljde inte | Fullföljde inte | Fullföljde inte | Fullföljde inte  | Fullföljde inte  | Fullföljde inte | Fullföljde inte |